# Filippo Tagliani
Filippo Tagliani (* 14. August 1995 in Gavardo) ist ein italienischer Radrennfahrer.

## Sportliche Laufbahn
Seit 2015 ist Filippo Tagliani im internationalen Radsport aktiv. Sein erster Erfolg war 2017 der Sieg beim Grand Prix Cycliste de Gemenc. Bei den Mittelmeerspielen 2018 belegte er Rang zwei im Straßenrennen, hinter seinem Landsmann Jalel Duranti. 2019 gewann er die Trofeo Papà Cervi.
Für die Saison 2021 erhielt Tagliani einen Vertrag beim Team Androni Giocattoli-Sidermec und startete im Mai bei seiner ersten Grand Tour, dem Giro d’Italia. Im selben Jahr gewann er die erste Etappe der Tour of Kosovo und verteidigte die Führung bis zum Ende der Rundfahrt. 2022 blieb er ohne nennenswerte Ergebnisse. Als sein Team für die Saison 2023 nur noch als UCI Continental Team lizenziert wurde, fand er kein neues Profiteam und blieb daher eine weitere Saison beim bisherigen Team. 
2024 wechselte Tagliani zum rumänischen Team Vini Monzon-Savini Due-OMZ. Mit seinem neuen Team konnte er wiederholt Top-10-Platzierungen einfahren, unter anderem einen zweiten Etappenrang bei der Bulgarien-Rundfahrt und einen dritten Etappenrang bei der Marokko-Rundfahrt.

## Erfolge
2017
- Gesamtwertung, Prolog, eine Etappe, Punkte- und Nachwuchswertung Grand Prix Cycliste de Gemenc

2018
- Mittelmeerspiele – Straßenrennen

2021
- Gesamtwertung, eine Etappe und Punktewertung Tour of Kosovo

2024
- Bergwertung Tour of Szeklerland

## Grand Tour-Platzierungen
| Grand Tour            | 2021 | 2022 |
| --------------------- | ---- | ---- |
| Giro d’ItaliaGiro     | 123  | 143  |
| Tour de FranceTour    | –    | –    |
| Vuelta a EspañaVuelta | –    | –    |